# Kiełbonki (jezioro)
Kiełbonki – jezioro na Pojezierzu Mrągowskim (części Pojezierza Mazurskiego), na północny wschód od wsi Nowe Kiełbonki w województwie warmińsko-mazurskim, w powiecie mrągowskim, w gminie Piecki.
Jezioro stosunkowo płytkie o płaskich i łagodnych brzegach.